# Ильинская (платформа)
Ильи́нская — пассажирский железнодорожный остановочный пункт Рязанского направления Московской железной дороги в посёлке Ильинский Раменского района Московской области.
Открыта в 1900-е годы при одноимённом дачном поселке, названном по имени землевладельцев Ильиных, продавших часть земель имения Быково под дачную застройку. В настоящее время значительную часть пассажиропотока составляют жители города Жуковский.
Состоит из одной островной платформы. В августе 2007 года завершено сооружение подземного перехода. Вблизи расположен Ильинский храм Святых Апостолов Петра и Павла. От остановочного пункта ходят маршрутные такси в Жуковский и автобусы по посёлку Ильинский.

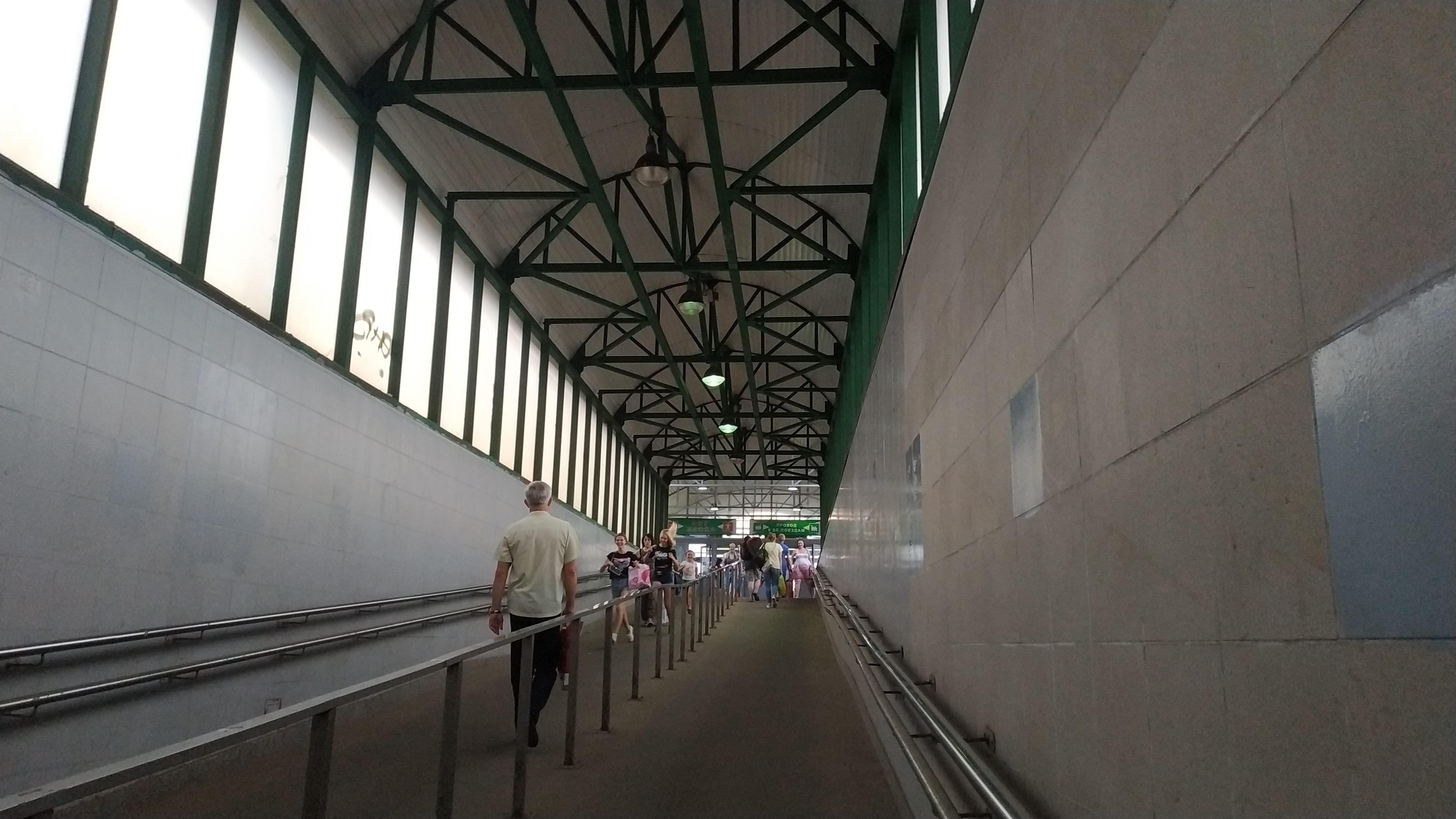
Подземный переход

Проход на платформу осуществляется через турникеты.